# Newport (Oregon)
Newport è la più grande città della contea di Lincoln in Oregon popolata da 10 853 abitanti (censimento 2019).

## Geografia fisica

### Territorio
Newport sorge all'imbocco della grande baia di Yaquina che si affaccia sull'Oceano Pacifico.

### Clima
Newport ha un clima mite con precipitazioni nel corso dell'intero anno e i maggiori picchi in inverno. Vento e mareggiate sono piuttosto intense.
| Dati climatici      | Mesi | Mesi | Mesi | Mesi | Mesi | Mesi | Mesi | Mesi | Mesi | Mesi | Mesi | Mesi | Stagioni | Stagioni | Stagioni | Stagioni | Anno  |
| Dati climatici      | Gen  | Feb  | Mar  | Apr  | Mag  | Giu  | Lug  | Ago  | Set  | Ott  | Nov  | Dic  | Inv      | Pri      | Est      | Aut      | Anno  |
| ------------------- | ---- | ---- | ---- | ---- | ---- | ---- | ---- | ---- | ---- | ---- | ---- | ---- | -------- | -------- | -------- | -------- | ----- |
| T. max. media (°C)  | 10   | 10   | 11   | 13   | 15   | 16   | 17   | 17   | 17   | 16   | 12   | 10   | 10       | 13       | 16,7     | 15       | 13,7  |
| T. min. media (°C)  | 3    | 7    | 3    | 5    | 7    | 8    | 10   | 10   | 9    | 7    | 6    | 4    | 4,7      | 5        | 9,3      | 7,3      | 6,6   |
| Precipitazioni (mm) | 250  | 210  | 190  | 110  | 80   | 60   | 10   | 20   | 60   | 130  | 240  | 260  | 720      | 380      | 90       | 430      | 1 620 |

## Storia
Prima dell'arrivo dell'uomo bianco nel XIX secolo, la zona dove sorge Newport era abitata dagli indiani yacona. Con l'insediamento dell'uomo bianco, si sviluppa il commercio delle ostriche che crescevano naturalmente abbondanti nella baia ma in particolar modo nelle grandi spiagge sul Pacifico. L'aumento dell'esportazione, soprattutto con la città di San Francisco, spinge all'allevamento ittico delle ostriche.
Con la crescita della città, nasce una flotta di pescherecci che si specializzano nella pesca di halibut, granchio, tonno, gamberi, sogliola e scorfano. Nel 1871 viene edificato il primo faro indispensabile per guidare le imbarcazioni nelle soventi tempeste e fitte nebbie. Tre anni dopo viene edificato un secondo faro. 
Le ampie spiagge richiamano il turismo e sorgono più alberghi nella città.
Negli anni duemila, Newport diviene un importante punto per la ricerca oceanografica. La città viene infatti scelta come sede della Oregon State University e della NOAA National Oceanic and Atmospheric Administration.

## Società

### Evoluzione demografica
Newport ha una popolazione di 9 989 persone (censimento 2010) . Di questi 4 906 sono di sesso maschile e 5 083 sono di sesso femminile.

### Etnie e minoranze straniere
La prevalenza è di etnia bianca (84,1%) seguiti da nativi americani (2,1%), asiatici (1,6%) e afroamericani (0,6%).